# Otto H. Ciliax
Otto Hermann Ciliax (* 21. Juni 1939 in Wilhelmshaven; † 14. Juni 2016 in Kiel) war ein deutscher Flottillenadmiral der Bundeswehr.

## Herkunft
Er wurde 1939 als Sohn des Marineoffiziers Otto Ciliax (1891–1964) geboren.

## Militärischer Werdegang
Beförderungen
- 1962 Leutnant zur See
- 1965 Oberleutnant zur See
- 1967 Kapitänleutnant
- 1972 Korvettenkapitän
- 1975 Fregattenkapitän
- 1980 Kapitän zur See
- 1991 Flottillenadmiral

Ciliax trat 1959 in die Crew IV/59 in Glückstadt ein und wurde zum Marineoffizier ausgebildet. Danach diente er als Torpedo- und U-Jagdoffizier auf dem Zerstörer Z 4. 1963 wurde er Hörsaalleiter an der Marineschule Mürwik in Flensburg. 1964/65 nahm er am U-Bootjagd-/Torpedo-B-Lehrgang teil. 1965 wurde er 1. Wachoffizier und 1966 Kommandant des Schnellbootes Häher. 1969 folgte die USA-Ausbildung und seine Verwendung als U-Bootjagdoffizier auf dem Zerstörer Rommel. 1971/72 war er Hörsaalleiter an der Marineunterwasserwaffenschule in Eckernförde.
Von 1972 bis 1974 nahm Ciliax als Korvettenkapitän am 14. Admiralstabslehrgang an der Führungsakademie der Bundeswehr in Hamburg teil. Für seine Jahresarbeit wurde er 1974 mit der „Ehrenmedaille General von Clausewitz“ der Clausewitz-Gesellschaft gewürdigt. Danach war er S3 des 3. Schnellbootgeschwaders (SGschw). Von 1976 bis 1978 war er Kommandeur des 5. Schnellbootgeschwaders. Im Anschluss war er Referent im Führungsstab der Streitkräfte (Fü S III 2). Von 1980 bis 1983 war er Assistant Chief of Staff Plans Division im HQ Allied Forces Northern Europe (AFNORTH) in Kolsås. 1984/85 war er Referatsleiter Fü M VI 1 und von 1985 bis 1991 Stabsabteilungsleiter Planung im Führungsstab der Marine (Fü M VI) in Bonn.
Von 1991 bis 1994 war Ciliax Kommandeur des Marinekommandos Rostock – Kommandeur der Seestreitkräfte und Abschnittskommandeur – in Rostock. 1995 war er Stellvertreter und Admiral Marineausbildung im Marineamt (MarA) in Wilhelmshaven. In seiner letzten Verwendung war er Stellvertretender Befehlshaber und Kommandeur der Wehrbereichstruppen des Wehrbereichskommandos (WBK) I/6. Panzergrenadierdivision in Kiel. Zum 30. September 1998 wurde er in den Ruhestand versetzt.

## Sonstiges
Ciliax war 1997 Gründungsvorstandsmitglied der Societas Theologicum Ordinem Adiuvantium (S.T.O.A.), dem Förderverein der Theologischen Fakultät Kiel.
Bis 2010 war Ciliax Leiter des Regionalkreises Schleswig-Holstein der Deutschen Atlantischen Gesellschaft.
Ciliax war evangelisch, verheiratet und hatte drei Kinder.

## Auszeichnungen
- 1974: Ehrenmedaille General von Clausewitz
- 1986: Verdienstkreuz am Bande des Verdienstordens der Bundesrepublik Deutschland

## Schriften (Auswahl)
- Einsatz in der Ostsee. In: Bruno Thoß (Hrsg.): Vom Kalten Krieg zur deutschen Einheit. Analysen und Zeitzeugenberichte zur deutschen Militärgeschichte 1945 bis 1995. Oldenbourg, München 1995, ISBN 3-486-56160-X, S. 619 ff.
- Militärische Aspekte europäischer Sicherheit (aus deutscher Sicht). In: Lennart Souchon, Kai Hirschmann (Hrsg.): Die deutsch-polnische Kooperation in Fragen der Sicherheitspolitik. Aufbauend auf den deutsch-französischen Erfahrungen. Diskussionspapiere des 1. Deutsch-Polnischen Workshops vom 28. – 30. November 1994 in Berlin (= Schriftenreihe zur neuen Sicherheitspolitik. Bd. 11). Mittler, Hamburg u. a. 1995, ISBN 3-8132-0466-9, S. 96 ff.